# José Roberto Faria da Silva
José Roberto Faria da Silva, hay Roberto Silva (sinh ngày 22 tháng 9 năm 1982) là một cầu thủ bóng đá người Bồ Đào Nha thi đấu cho Camacha.

## Sự nghiệp câu lạc bộ
Anh ra mắt chuyên nghiệp tại Giải bóng đá hạng nhất quốc gia Bồ Đào Nha cho União da Madeira vào ngày 28 tháng 12 năm 2011 trong trận đấu trước Leixões.